# Xyris pumila
Xyris pumila är en gräsväxtart som beskrevs av Alfred Barton Rendle. Xyris pumila ingår i släktet Xyris och familjen Xyridaceae.
Artens utbredningsområde är Angola. Inga underarter finns listade i Catalogue of Life.